# Peter Fendi

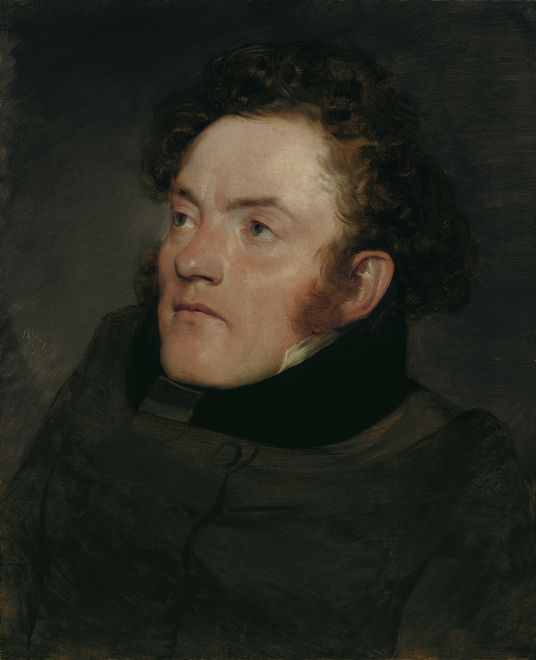
Peter Fendi, 1833 (Friedrich von Amerling)

Peter Fendi (Vienna, 4 settembre 1796 – Vienna, 28 agosto 1842) è stato un pittore e illustratore austriaco.

## Biografia
Peter Fendi nacque a Vienna il 4 settembre 1796, figlio di Joseph ed Elizabeth Fendi. Suo padre era un insegnante di scuola. 
Da bambino cadde da un fasciatoio, incidente che gli causerà danni irreparabili alla colonna vertebrale. Mostrò un talento per il disegno sin dall'infanzia. Nel 1810 venne ammesso all'Accademia di belle arti di Vienna, appena tredicenne, e studiò tre anni sotto la direzione di Johann Martin Fischer, Hubert Maurer e Giovanni Battista Lampi.
Incontrò poi Joseph Barth, collezionista d'arte e oculista personale di Giuseppe II e, attraverso alcune conoscenze di Barth di artisti influenti, nel 1818 trovò lavoro presso la Galleria imperiale di valute e antichità come illustratore ed incisore. Nel 1821 Fendi ricevettee una medaglia d'oro per la sua pittura ad olio Vilenica e, nel 1836, venne eletto membro dell'Accademia di belle arti di Vienna.
Fu più volte assunto sia da nobili che da gente comune come istruttore di disegno e pittura. Tra i suoi allievi figurano Carl Schindler e Johann Friedrich Treml. 
Morì il 28 agosto 1842.

## Illustrazioni erotiche
Di grande fama sono 40 acquerelli a contenuto erotico, tradizionalmente attribuiti a Peter Fendi. Nel 1910 è stata pubblicata l'opera a stampa «Vierzig erotische Aquarelle in Faksimilereproduktion», i cui originali sarebbero dovuti venire da Fendi e che da allora gli sono stati più volte erroneamente attribuiti. 

## Galleria d'immagini

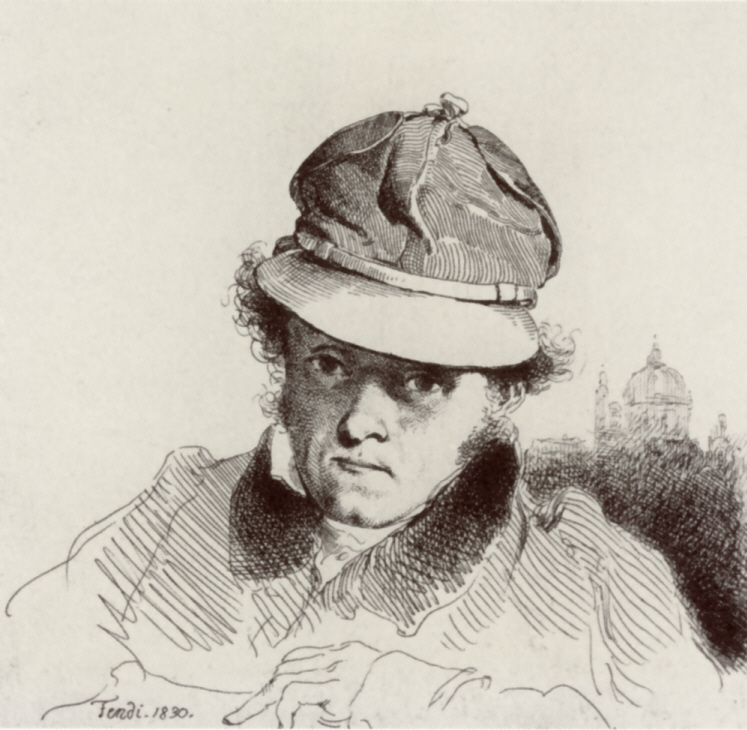
Autoritratto
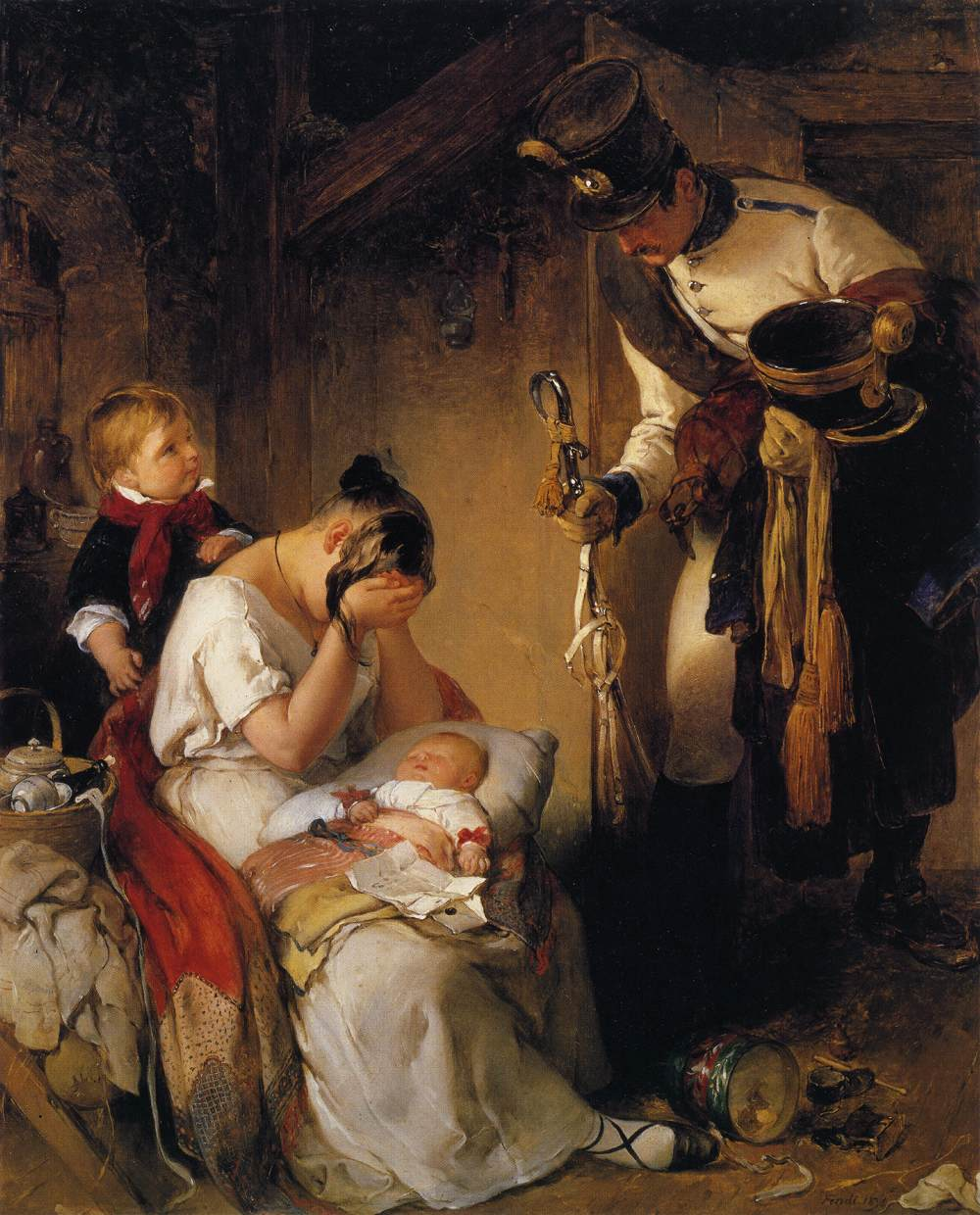
Il triste messaggio
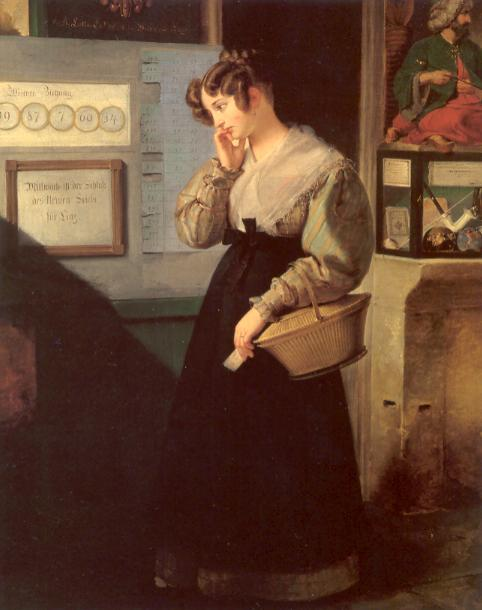
Ragazza alla lotteria
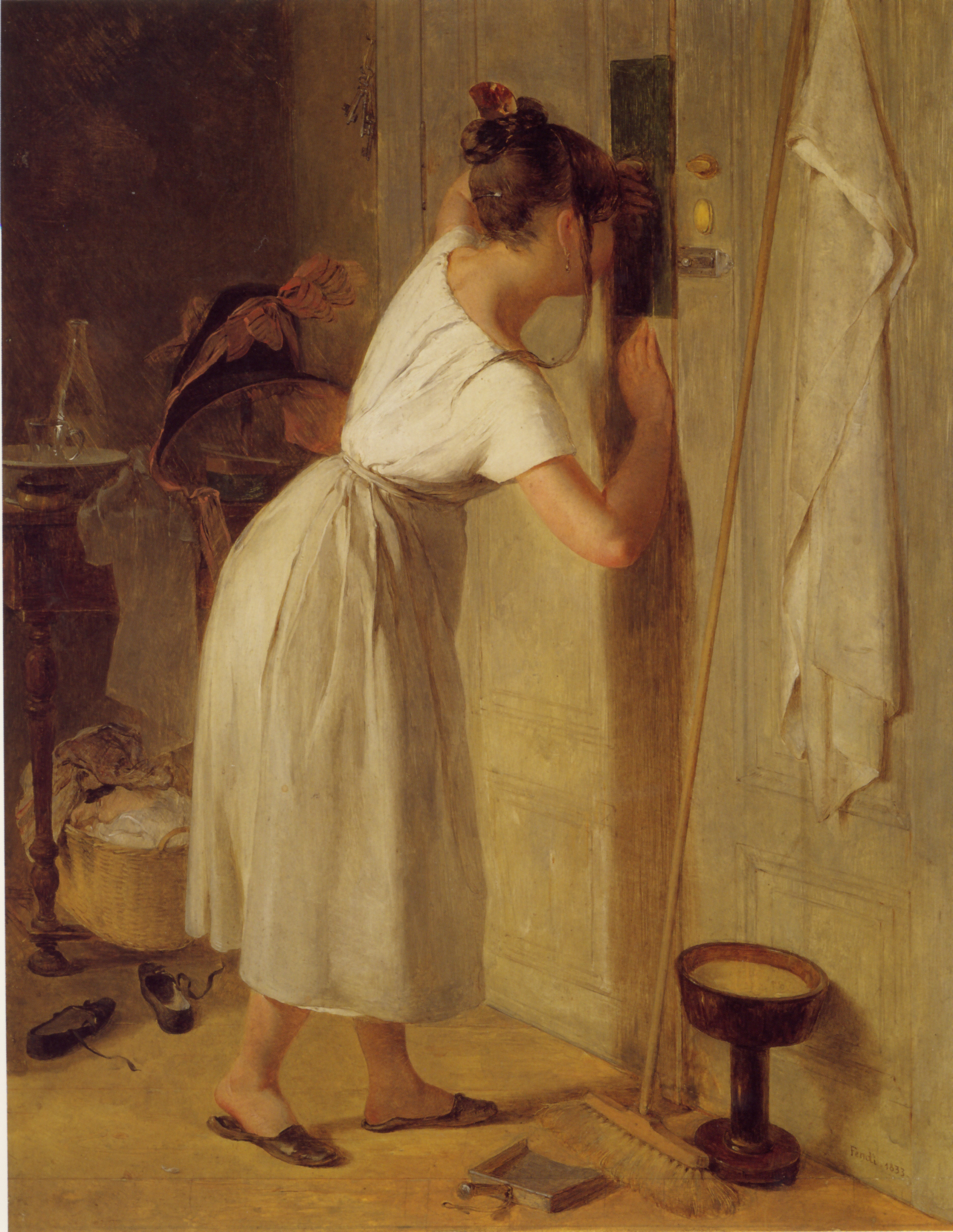
L'occhiata furtiva